# Karmin-Regenbogenfisch
Der Karmin-Regenbogenfisch (Melanotaenia duboulayi) ist eine Süßwasserfischart aus der Familie der Regenbogenfische (Melanotaeniidae). Sie kommt in Australien östlich der Great Dividing Range in Flüssen der Küstenregion des südöstlichen Queensland und auf K’gari vor. 

## Merkmale
Der Karmin-Regenbogenfisch hat einen mäßig gestreckten Körper, ist seitlich stark abgeflacht und wird für gewöhnlich acht bis elf cm lang. Äußerlich ist die Art kaum von der nah verwandten Art Melanotaenia fluviatilis zu unterscheiden. Der Rücken ist bläulich oder blaugrünlich. Ein undeutliches Längsband auf der Mitte der matt silbrigen Körperseiten ist oft nicht sichtbar. Die hintere Körperhälfte ist unten mit kleinen, roten Punktreihen gemustert, ebenso die Schwanzflosse. Rücken-, After- und Bauchflossen sind schwarz gesäumt und haben ein rotes bis bräunliches Punkte- oder Strichelmuster. Bei weiblichen Fischen ist die Flossenmusterung schwächer ausgeprägt. Der Kiemendeckel zeigt einen kräftigen roten Fleck. Die Iris ist goldfarben.
- Flossenformel: Dorsale 1 V–VIII, Dorsale 2 I/8–13, Anale I/15–21.

## Lebensraum
Der Karmin-Regenbogenfisch lebt oberflächennah in langsam fließenden Flüssen und Bächen in Wäldern und in stehenden Gewässern wie Seen und Teichen, sowie in küstennahen, sandigen Lagunen. Das Wasser im Inland ist relativ alkalisch, in den küstennahen Regionen eher weich und sauer. Die Temperatur liegt zwischen 16 und 28 °C, der pH-Wert zwischen 5,4 und 7,8. Der Karmin-Regenbogenfisch wird in freier Natur etwa drei bis vier Jahre alt.

## Systematik
Melanotaenia duboulayi wurde 1878 durch den französischen Forschungsreisenden Francis de La Porte de Castelnau als Atherinichthys duboulayi beschrieben, später aber durch den deutschen Zoologen Wilhelm Peters mit Melanotaenia splendida synonymisiert und der Unterart Melanotaenia splendida fluviatilis zugeordnet. Heute gilt der Fisch als eigenständige Art, die von Melanotaenia fluviatilis vor allem durch den Laich und die Larven unterschieden wird. Während die Eier bei M. fluviatilis farblos sind, sind die des Karmin-Regenbogenfischs gelblich. Auch die äußere Gestalt der Larven ist unterschiedlich, was vor allem bei ihren Flossensäumen deutlich wird. Die Verbreitungsgebiete der beiden Arten wird durch eine Wasserscheide getrennt.